# Temanici
Teman(n)ici – duże plemię aramejskie, które co najmniej od X w. p.n.e. zamieszkiwało region górnego biegu Chaburu w północnej Mezopotamii. Ich nazwa wywodzi się od aramejskiego słowa tymn, znaczącego „południe”, „południowy”. Temanici wzmiankowani są w rocznikach asyryjskiego króla Adad-nirari II (911-891 p.n.e.), który twierdzi w nich, iż podczas swych wypraw do Hanigalbatu w 901 i 900 r. p.n.e. pokonał trzech temanickich królów: Nur-Adada, Mamli i Muquru. Wydaje się mało prawdopodobne, aby Temanici tworzyli kiedykolwiek jedno zjednoczone królestwo.
Nie należy mylić tego plemienia z Temanitami znanymi z tradycji starotestamentowej, którzy zamieszkiwać mieli krainę Edom (np. Rdz. 36,34).